# Liste des canonisations prononcées par Jean XXIII
Cette page dresse la liste des personnes canonisées par le pape Jean XXIII.
Lorsqu'une rigoureuse enquête canonique aboutie à la reconnaissance d'un miracle attribué à l'intercession d'un bienheureux, le pape signe le décret de canonisation. Seul le Souverain Pontife a la capacité de canoniser, puisqu'il déclare de manière infaillible et définitive, que le nouveau saint est au Ciel et qu'il intercède pour les hommes. La canonisation conduit le culte du saint à l'échelle universelle. 
Au cours de son pontificat (1958-1963), le pape Jean XXIII a présidé 7  cérémonies de canonisations, célébrées dans la Basilique Saint-Pierre à Rome. Du fait sa rareté, une canonisation constituait un événement d'une grande importance. Les festivités, qui pouvaient s'étendre sur plusieurs jours, attiraient à Rome des milliers de fidèles.
Au total, le pape Jean XXIII a proclamé 10 saints, les donnant comme modèles et intercesseurs aux croyants.

## Canonisations

### 12 avril1959

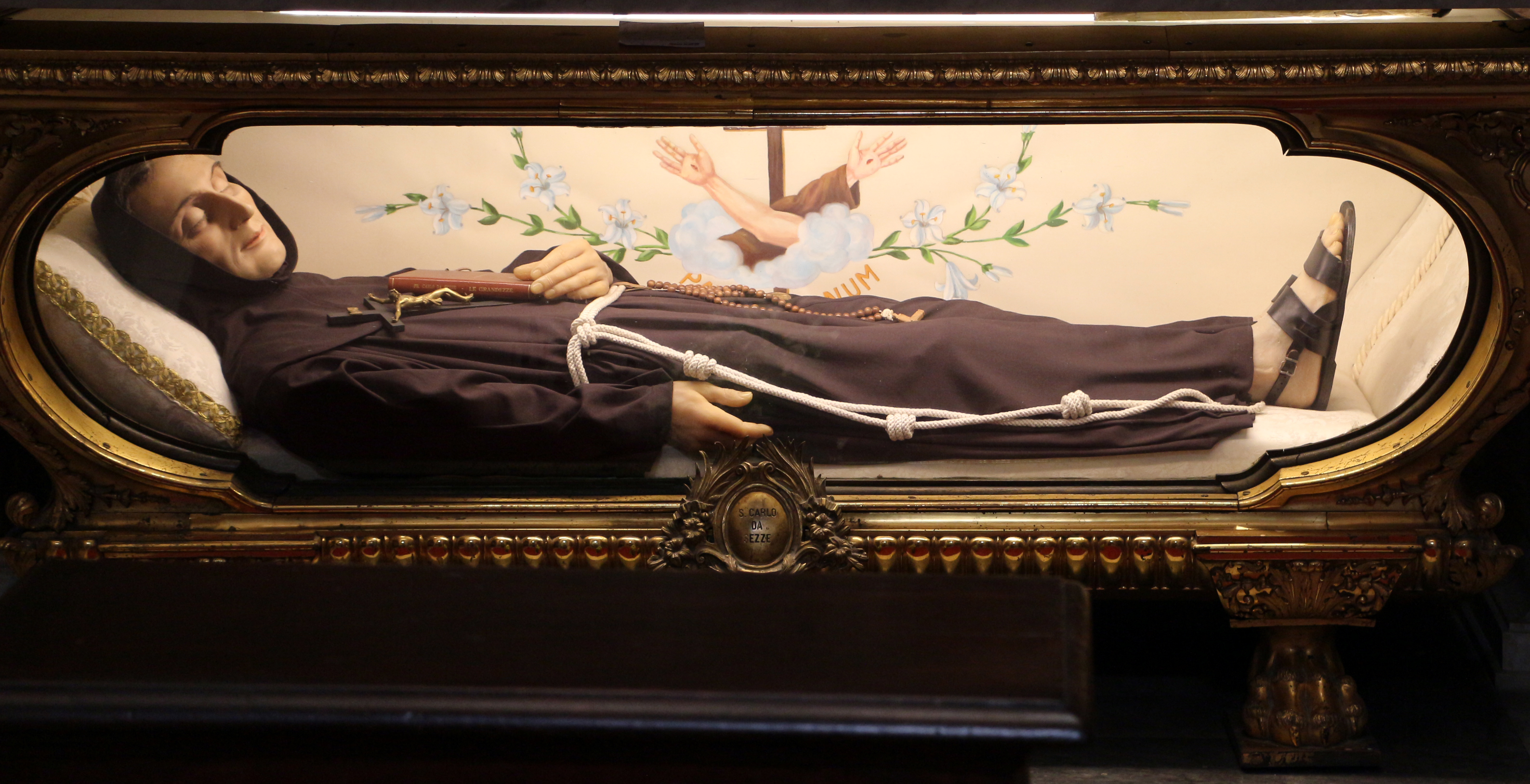
Saint Charles de Sezze (1613–1670)
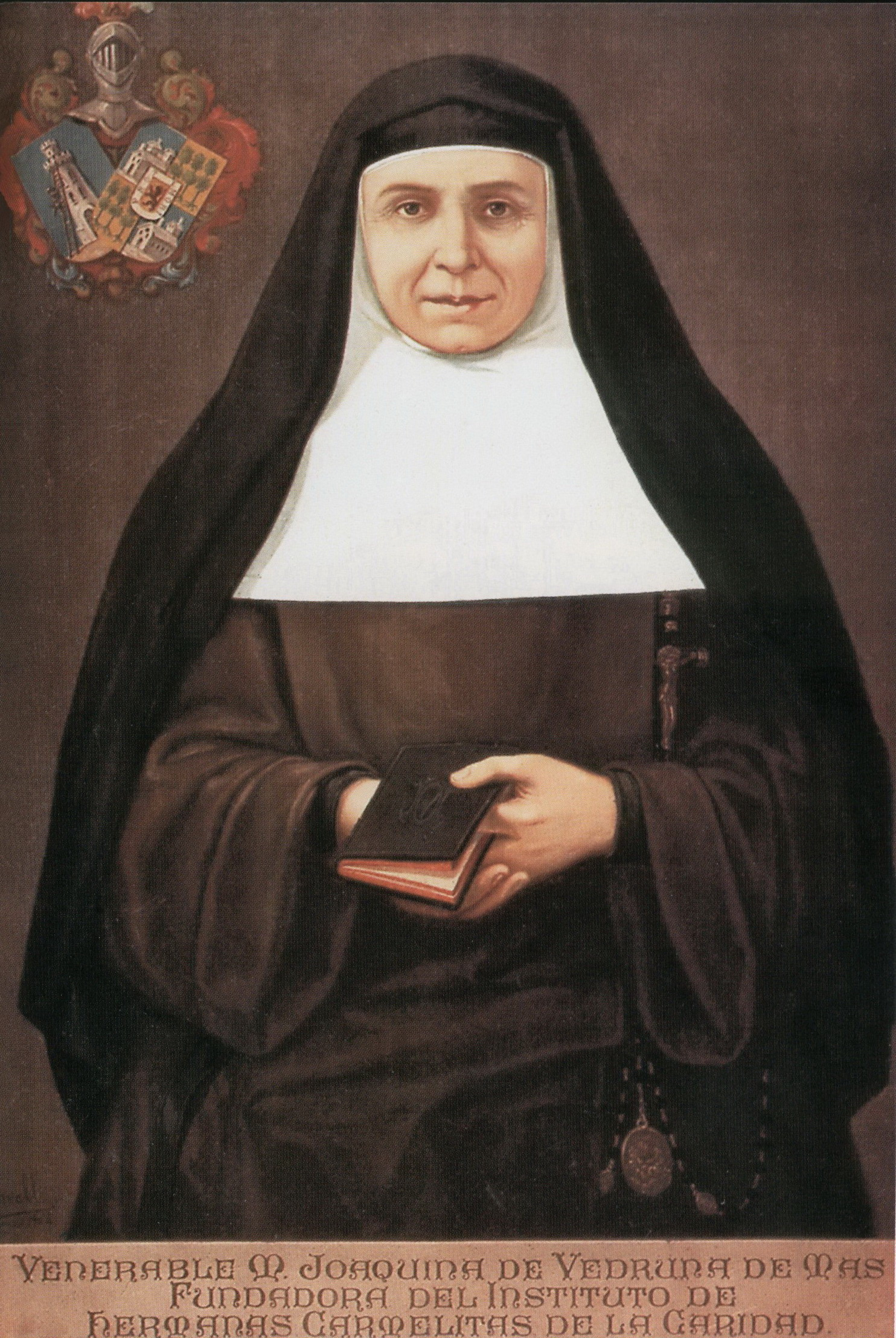
Sainte Joaquina Vedruna (1783-1854)

### 26 mai1960

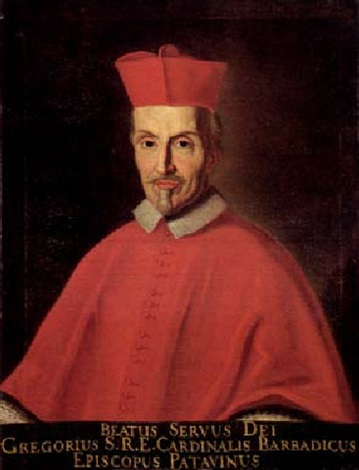
Saint Grégoire Barbarigo (1625-1697)

### 12 juin1960

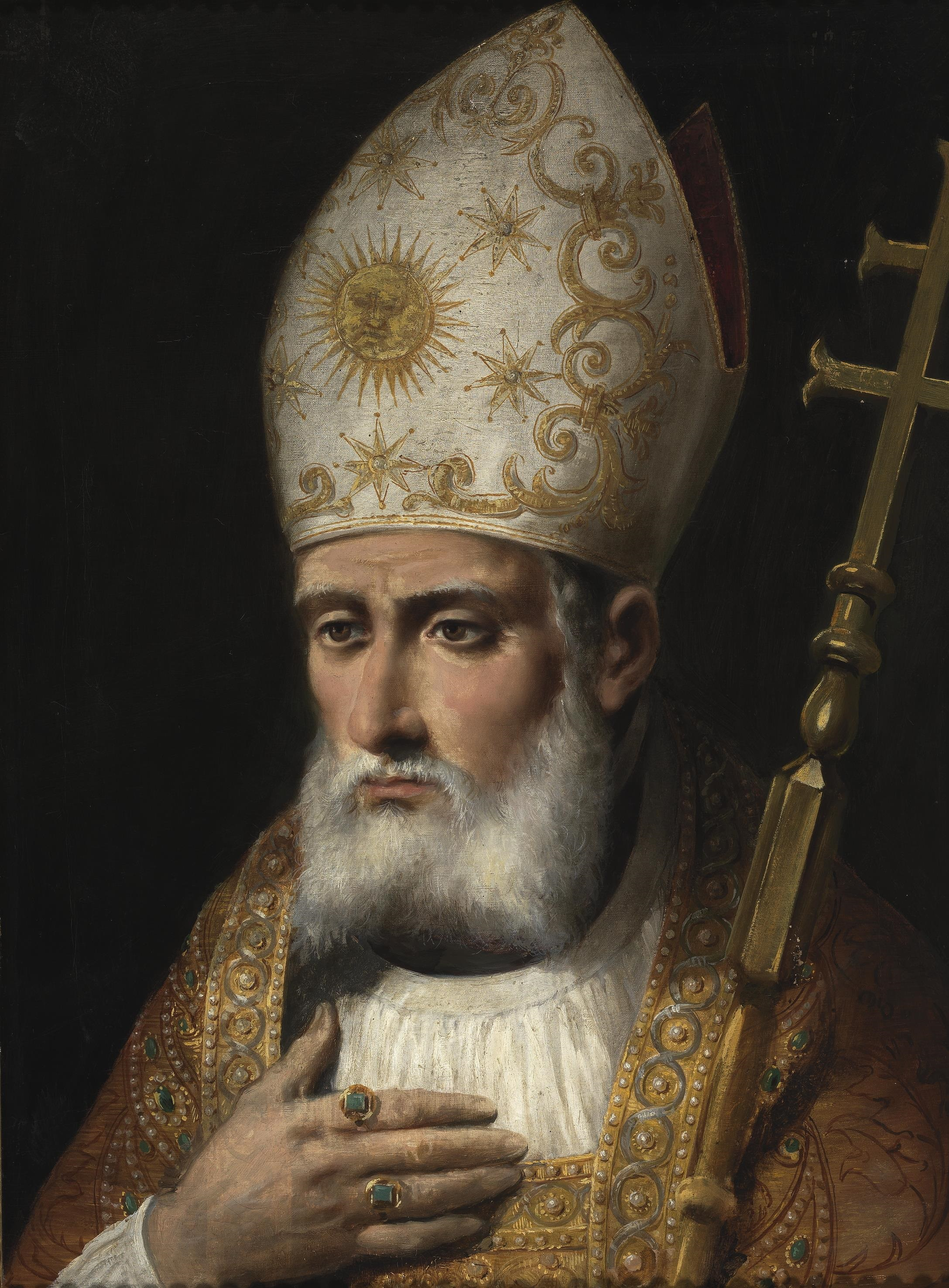
Saint Juan de Ribera (1532-1611)

### 11 mai1961

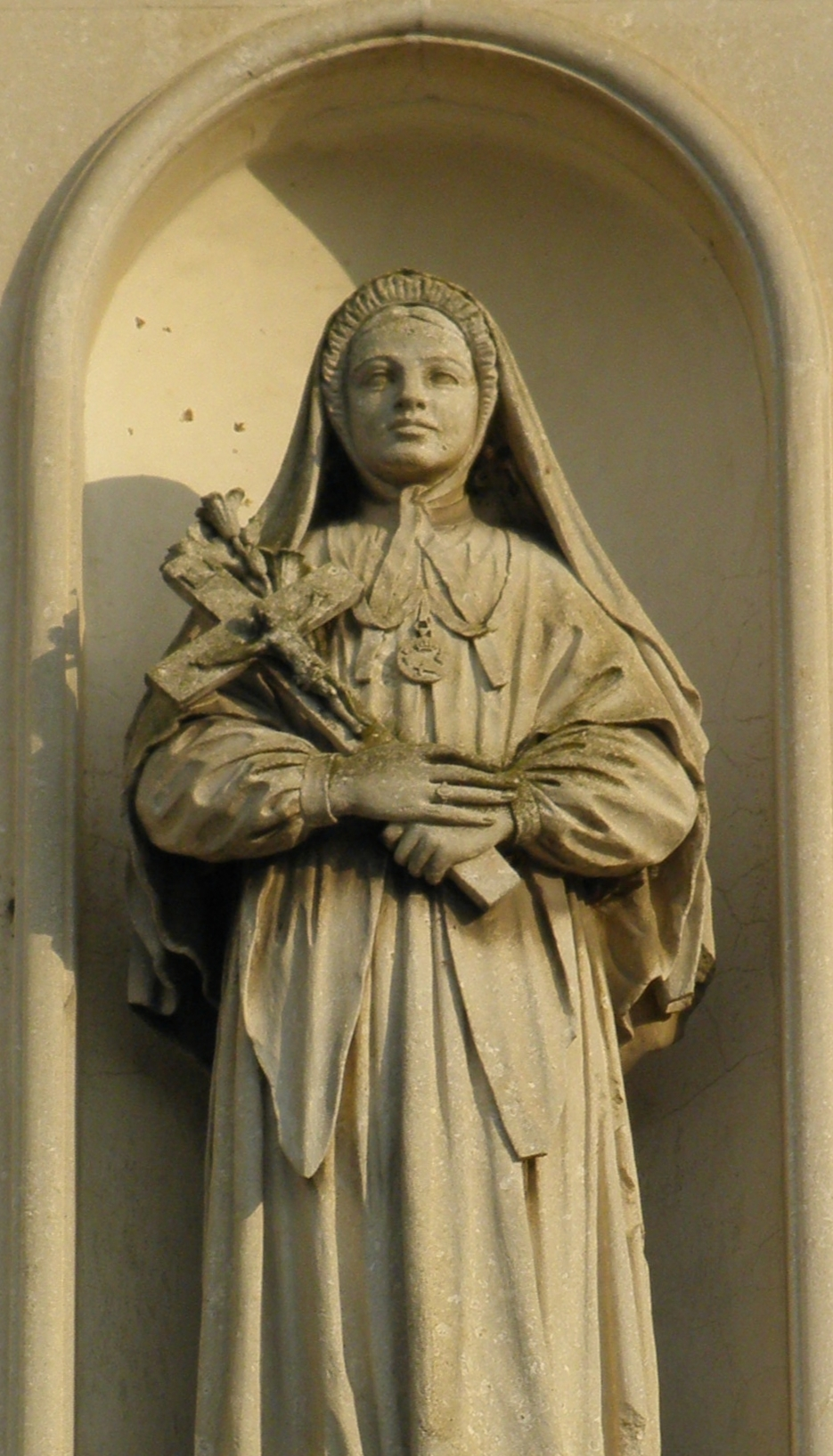
Maria Bertilla Boscardin (1888-1922)

### 6 mai1962

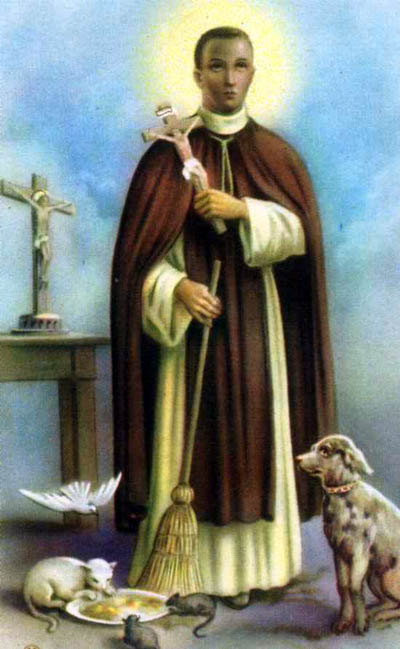
Saint Martin de Porrès (1579-1639)

### 9 décembre1962

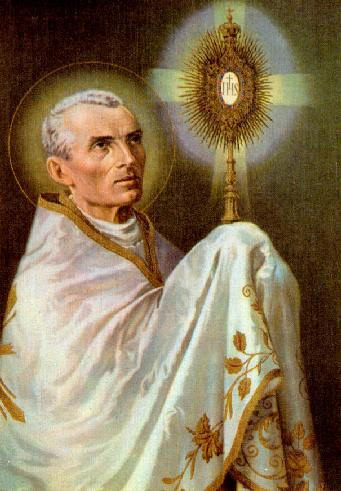
Saint Pierre-Julien Eymard (1811-1868)
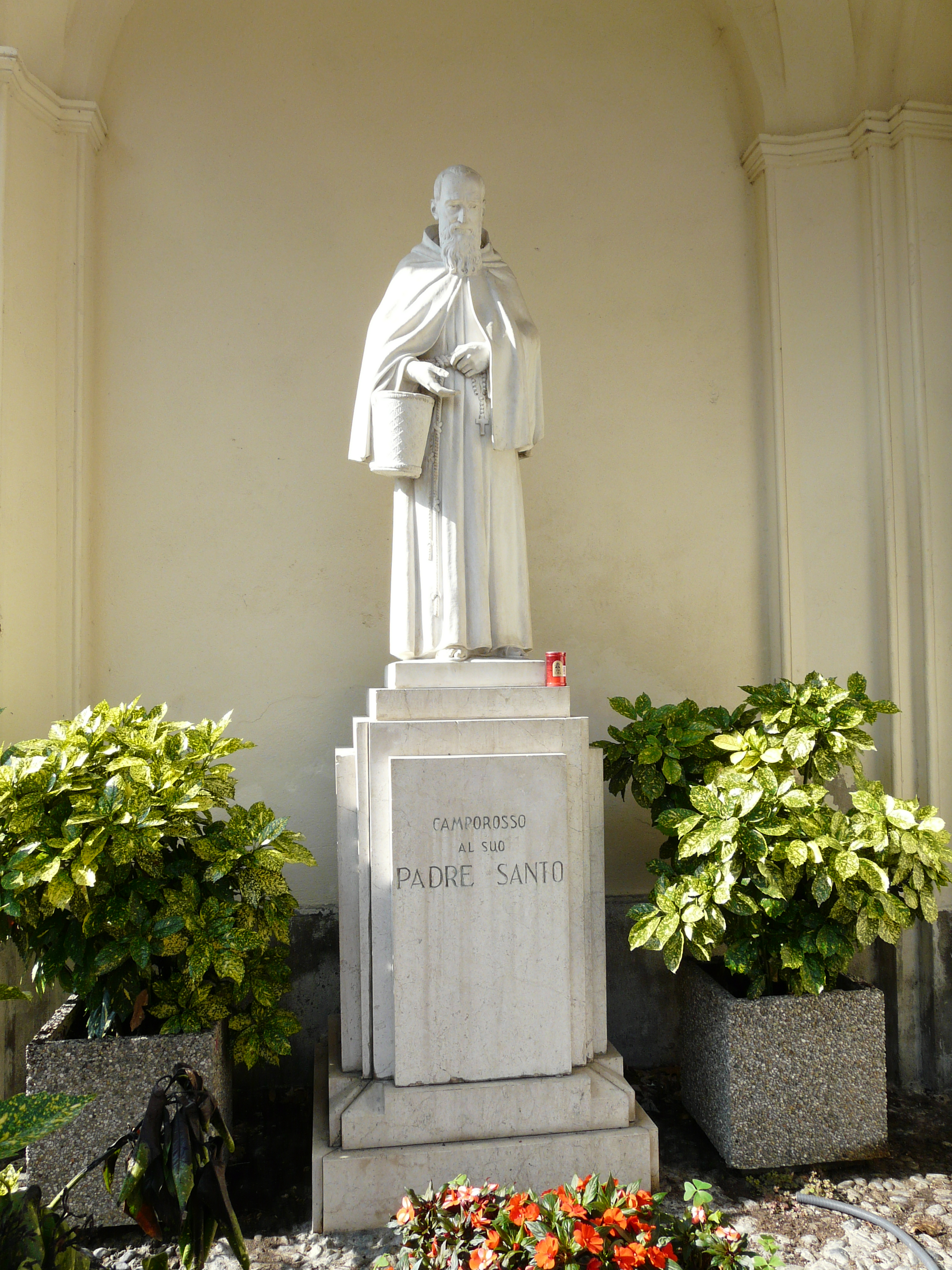
Saint François-Marie de Camporosso (1804-1866)
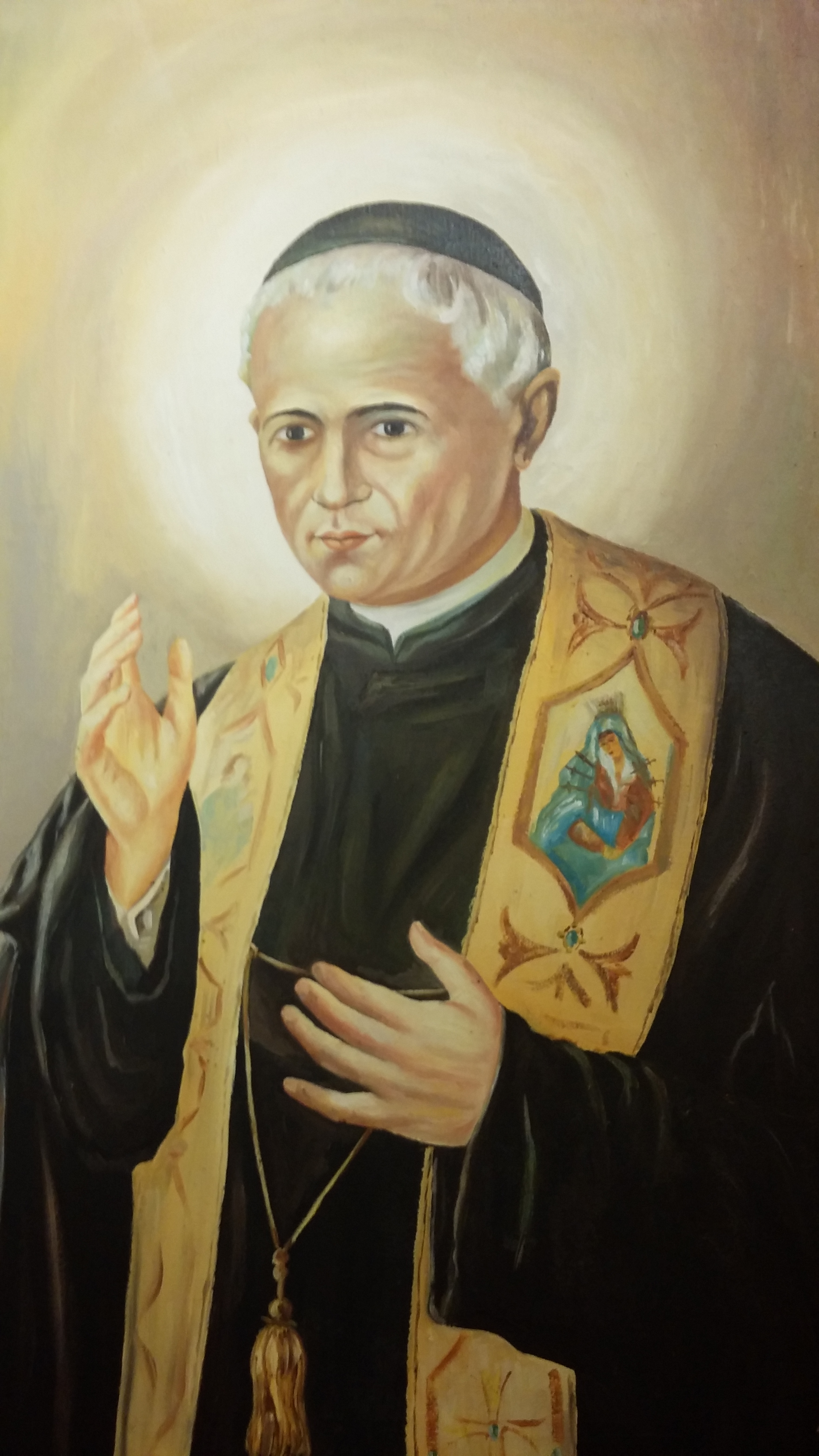
Saint Antoine-Marie Pucci (1819-1892)

### 20 janvier1963

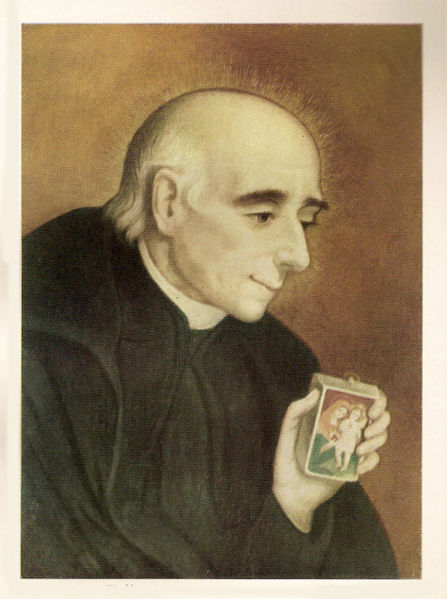
Saint Vincent Pallotti (1795-1850)